# Alfastyl
Alfastyl war ein britischer Hersteller von Automobilen.

## Unternehmensgeschichte
Steve Everitt gründete 1984 das Unternehmen. Er begann mit der Produktion von Automobilen und Kits. Der Markenname lautete Alfastyl. 1987 endete die Produktion. Insgesamt entstanden etwa 17 Exemplare. Damit war das Unternehmen erheblich erfolgreicher als FF Kit Cars & Conversions, die von ihrem ähnlichen Modell nur etwa drei Exemplare verkauften.

## Fahrzeuge
Im Angebot stand nur ein Modell. Die Technik stammte vom Alfa Romeo Alfasud. Die Schräghecklimousine bestand aus Fiberglas.